# 黑皮齒口魚
黑皮齒口魚（学名：Evermannella melanoderma）為輻鰭魚綱仙女魚目帆蜥魚亞目齒口魚科的一種，分布於東太平洋智利海域，屬深海魚類，深度500-800公尺，體長可達12.8公分，棲息在中層水域，生活習性不明
。